# Wilkes-Barre/Scranton Penguins
O Wilkes-Barre/Scranton Penguins (às vezes referido como WBS Penguins) é um time profissional de hóquei no gelo que disputa a American Hockey League. Afiliado da Pittsburgh Penguins, sua sede fica em Wilkes-Barre Township, Pensilvânia. Eles ganharam o Troféu Macgregor Kilpatrick duas vezes por terem o melhor desempenho na temporada regular.

## História
A principal afiliada dos Pittsburgh Penguins durante a década de 1990 foi o Cleveland Lumberjacks. No entanto, a liga começou a deixar de ser preparatória e a tornar-se menor e independente. Por esse motivo, a equipe decidiu introduzir sua afiliada na American Hockey League (AHL). Os Penguins compraram a franquia inutilizável do Colorado Avalanche em 1996, mas deixou o time inativo até a temporada de 1999–2000 devido a atrasos na construção da sua nova casa — uma nova arena em Wilkes-Barre Township. A equipe é carinhosamente chamado de "Baby Penguins" pelos fãs. Seu mascote é Tux, o pinguim, que veste o número 99 em referência à primeira temporada do time, em 1999.
Os Penguins foram à final da Calder Cup três vezes, mas nunca ganharam o campeonato. Eles ganharam o Troféu Macgregor Kilpatrick pelo melhor resultado na temporada regular, em 2011, com 117 pontos. O goleiro Brad Thiessen foi nomeado o vencedor do Prêmio Aldege "Baz" Bastien, concedido ao goleiro mais destacado da AHL. Ele registrou um recorde de 35–8–1 em 46 aparições, juntamente com uma média de gols sofridos de 1,94 e uma porcentagem de defesas de 0,922. O técnico principal John Hynes ganhou o Prêmio Louis A. R. Pieri, dado ao técnico mais destacado. Apesar do melhor resultado da história da equipe, os Penguins foram eliminados na segunda rodada das eliminatórias pelos Charlotte Checkers.
Os Penguins chegaram as eliminatórias em todas as temporadas de sua existência, exceto quatro. A equipe manteve uma sequência de 16 temporadas, entre 2002–03 até 2017–18. Em 2009, criaram uma time de nível juvenil, o Wilkes-Barre Junior Pens. Os maiores rivais dos Penguins eram os Philadelphia Phantoms, filiados a outro time da Pensilvânia, os Philadelphia Flyers. Depois que o time se mudou para Glens Falls, Nova Iorque, os Hershey Bears tornaram-se os principais rivais.

## Jogadores
| Nº | Jogador               | Posição | Idade | Aquisição | Nascimento                                  | Contrato     |
| -- | --------------------- | ------- | ----- | --------- | ------------------------------------------- | ------------ |
| 12 | Corey Andonovski      | RW      | 25    | 2022      | Uxbridge, Ontário, Canadá                   | Pittsburgh   |
| 80 | Raivis Ansons         | LW      | 23    | 2022      | Riga, Latvia                                | Pittsburgh   |
| –  | Jack Beck             | RW      | 21    | 2024      | Richmond Hill, Ontário, Canadá              | W-B/Scranton |
| 78 | Isaac Belliveau       | D       | 22    | 2023      | Fleurimont, Quebec, Canadá                  | Pittsburgh   |
| 30 | Joel Blomqvist        | G       | 23    | 2023      | Nykarleby, Finlândia                        | Pittsburgh   |
| 56 | Scooter Brickey       | D       | 25    | 2024      | Mt. Clemens, Michigan, EUA                  | W-B/Scranton |
| –  | Atley Calvert         | C       | 21    | 2024      | Moose Jaw, Saskatchewan, Canadá             | W-B/Scranton |
| 46 | Mathieu De St. Phalle | F       | 24    | 2024      | Glencoe, Illinois, EUA                      | W-B/Scranton |
| 33 | Taylor Gauthier       | G       | 24    | 2022      | Calgary, Alberta, Canadá                    | Pittsburgh   |
| 44 | Jonathan Gruden (C)   | C       | 24    | 2021      | Rochester, Michigan, EUA                    | Pittsburgh   |
| 85 | Avery Hayes           | RW      | 22    | 2023      | Westland, Michigan, EUA                     | W-B/Scranton |
| 47 | Sam Houde             | C       | 25    | 2021      | Blainville, Quebec, Canadá                  | W-B/Scranton |
| –  | Kyle Jackson          | LW      | 22    | 2024      | Ottawa, Ontário, Canadá                     | W-B/Scranton |
| 9  | Marc Johnstone        | RW      | 28    | 2023      | Cranford, Nova Jérsei, EUA                  | Pittsburgh   |
| 23 | Jagger Joshua         | LW      | 25    | 2023      | Dearborn, Michigan, EUA                     | W-B/Scranton |
| –  | Gabe Klassen          | C       | 21    | 2024      | Prince Albert, Saskatchewan, Canadá         | W-B/Scranton |
| 15 | Joona Koppanen        | LW      | 27    | 2023      | Tampere, Finlândia                          | Pittsburgh   |
| 32 | Justin Lee            | D       | 25    | 2023      | Waskada, Manitoba, Canadá                   | W-B/Scranton |
| –  | Mats Lindgren         | D       | 20    | 2024      | North Vancouver, Columbia Britânica, Canadá | W-B/Scranton |
| –  | Bennett MacArthur     | LW      | 24    | 2024      | Summerside, Prince Edward Island, Canadá    | Pittsburgh   |
| 16 | Logan Pietila         | RW      | 25    | 2024      | Howell, Michigan, EUA                       | W-B/Scranton |
| 11 | Vasily Ponomarev      | C       | 23    | 2024      | Moscou, Rússia                              | Pittsburgh   |
| 22 | Sam Poulin            | C       | 24    | 2021      | Laval, Quebec, Canadá                       | Pittsburgh   |
| 48 | Valtteri Puustinen    | RW      | 25    | 2021      | Kuopio, Finlândia                           | Pittsburgh   |
| –  | Dan Renouf            | D       | 30    | 2024      | Pickering, Ontário, Canadá                  | W-B/Scranton |
| 3  | Jack St. Ivany        | D       | 25    | 2022      | Manhattan Beach, Califórnia, EUA            | Pittsburgh   |
| 5  | Ryan Shea             | D       | 28    | 2023      | Milton, Massachusetts, EUA                  | Pittsburgh   |